# 베타 세인트존

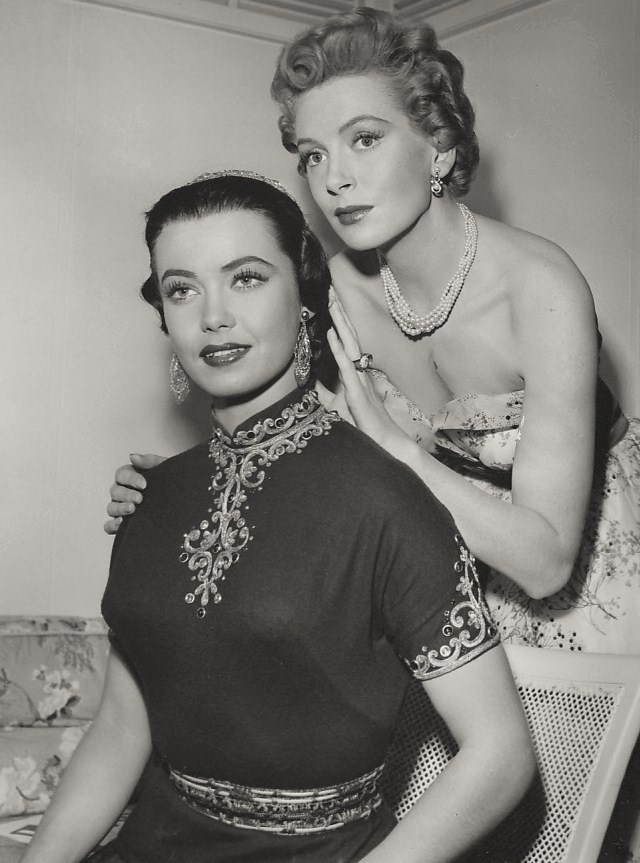

베타 세인트존(Betta St. John, 1929년 11월 26일 ~ )은 미국의 배우, 텔레비전 배우, 영화배우, 연극 배우이다.
호손에서 태어났다.

## 영화
- 타잔과 잃어버린 탐험대 (1957년)
- 황태자의 첫사랑 (1954년)
- 드림 와이프 (1953년)
- 형제는 용감했다 (1953년)
- 성의 (1953년)
- 제인 에어 (1944년)